# Manuel Rodríguez Martínez
Manuel Rodríguez Martínez (Elx, 1887 - Orà, 15 de maig de 1954) fou un polític socialista il·licità, alcalde d'Elx durant la Segona República Espanyola i governador civil de Castelló i Alacant.

## Biografia
Treballà com a espardenyer i, a instàncies de José Vives Vives, el 1904 va ingressar a les Joventuts Socialistes d'Espanya i el 1910 a l'Agrupació Socialista d'Elx (PSOE). En 1920 fou expulsat per discrepar de la candidatura del partit a les eleccions municipals, però fou readmès poc després. El 1921 va dirigir la revista Trabajo.
En 1926 fou nomenat secretari del Sindicat del Ram de l'Espardenya d'Elx i secretari de l'Agrupació Socialista d'Elx, així com irector del diari del partit El Obrero. En aquesta qualitat, el 1928 va presidir a Callosa de Segura el Congrés d'Obrers Espardenyers d'Espanya. El 1929 va formar part dels Comitès Paritaris i en desembre de 1930 fou detingut amb 11 socialistes il·licitans més arran de la insurrecció de Jaca, i no fou alliberat fins a març de 1931.
A les eleccions municipals espanyoles de 1931 fou el regidor més votat d'Elx, de manera que fou nomenat tinent d'alcalde i en dimitir per motius de salut Pascual Román Antón en juliol de 1931 fou nomenat alcalde d'Elx. Durant el seu mandat va defensar el palmerar d'Elx i va gestionar la creació del primer Institut d'Elx. Fou destituït per ordre del governador civil Adolfo Chacón de la Mata l'abril de 1934. Fou detingut per participar en la vaga revolucionària d'octubre de 1934, i novament el maig de 1935 per no pagar les multes imposades a El Obrero. Fou alliberat el gener de 1936 i arran la victòria del Front Popular el febrer de 1936 torna a ocupar l'alcaldia, després de la dimissió de Francisco García Alberola. L'abril de 1936 fou escollit compromissari pel PSOE per a l'elecció del President de la Segona República Espanyola.
Quan es va produir el cop d'estat del 18 de juliol a Elx va repartir armes al poble per fer avortar la revolta militar. L'octubre de 1936 deixà l'alcaldia d'Elx quan fou nomenat governador civil de Castelló, càrrec que va ocupar fins a abril de 1938. Aleshores va tornar al Consell Municipal d'Elx i fou nomenat secretari general de la Federació Provincial Socialista d'Alacant. Arran del cop de Casado el Consell Nacional de Defensa el va nomenar el 17 de març de 1939 governador civil d'Alacant. El 29 de març de 1939, amb tropes franquistes a les portes d'Alacant, va alliberar els presos comunistes i va exiliar-se cap a Orà en el buc Maritime.
Les autoritats franquistes el processaren el 16 de maig de 1940 en aplicació de la Llei de Responsabilitats Polítiques i en demanaren l'extradició a les autoritats franceses. El Govern de Vichy el va empresonar a les presons d'Orà i Alger, i un cop rebutjada l'extradició fou bandejat en residència vigilada a Trezel i Tiaret. En acabar la Segona Guerra Mundial es va establir a Orà, on va ser president de la Federació de l'Oranesat del PSOE. Va morir a Orà el 15 de maig de 1954.